# Strada provinciale 89 Sinistra Leno
La strada provinciale 89 Sinistra Leno (SP 89) è una strada provinciale della provincia di Trento. Ha origine nel comune di Rovereto, nei pressi della strada statale 46 del Pasubio e nel progetto originario il suo termine era pensato al passo di Campogrosso, dove si congiunge con la strada provinciale 99 Campogrosso in provincia di Vicenza. Originariamente doveva collegare il Trentino al Vicentino e fungere da variante alla strada statale 46 del Pasubio ma il tratto tra località Fontanei (posta subito dopo la frazione di Ometto nella parte trentina) e Malga Siebe (parte vicentina) è incompiuto dal 1972 ed il transito è consentito solo ai mezzi autorizzati.

## Tracciato

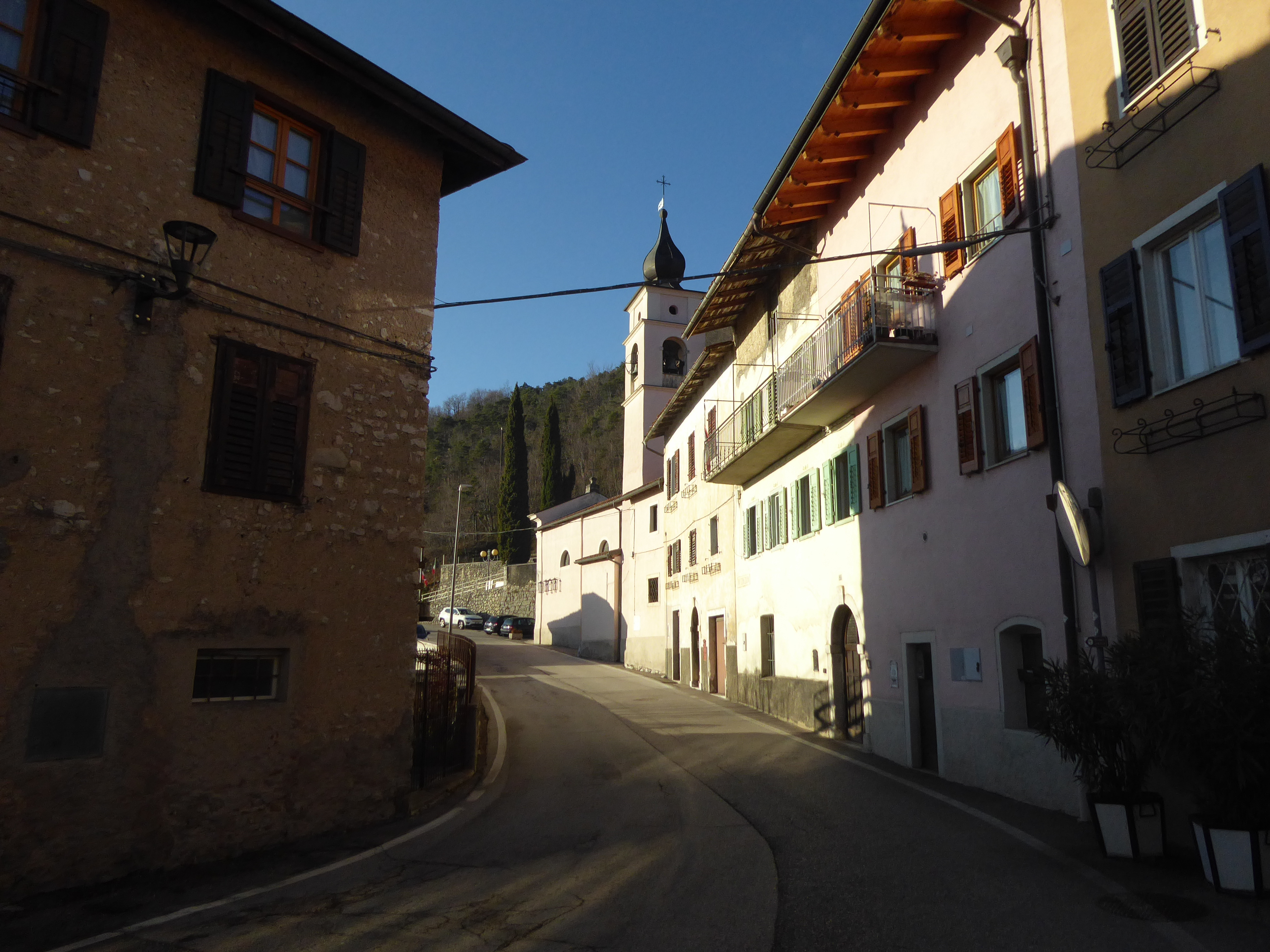
SP 89 Sinistra Leno nella frazione di Albaredo (Vallarsa)

Nel progetto originario, in prosecuzione con parte del tracciato della strada provinciale 99 Campogrosso doveva costituire la strada statale Carega orientale. Senza la parte finale fino al passo, la SP 89 termina quindi alla frazione del comune di Vallarsa denominata Ometto, avendo una lunghezza pari a 19,222 chilometri.

La SP 89 corre lungo il versante sinistro della valle del Leno. Si tratta di un'arteria molto panoramica che percorre i comuni di Trambileno e Vallarsa. Superata la frazione Ometto, in prossimità di un viadotto, prima dell'ingresso in una galleria (la quale chiusa in entrambe le direzioni), è possibile ammirare il lago di Speccheri.

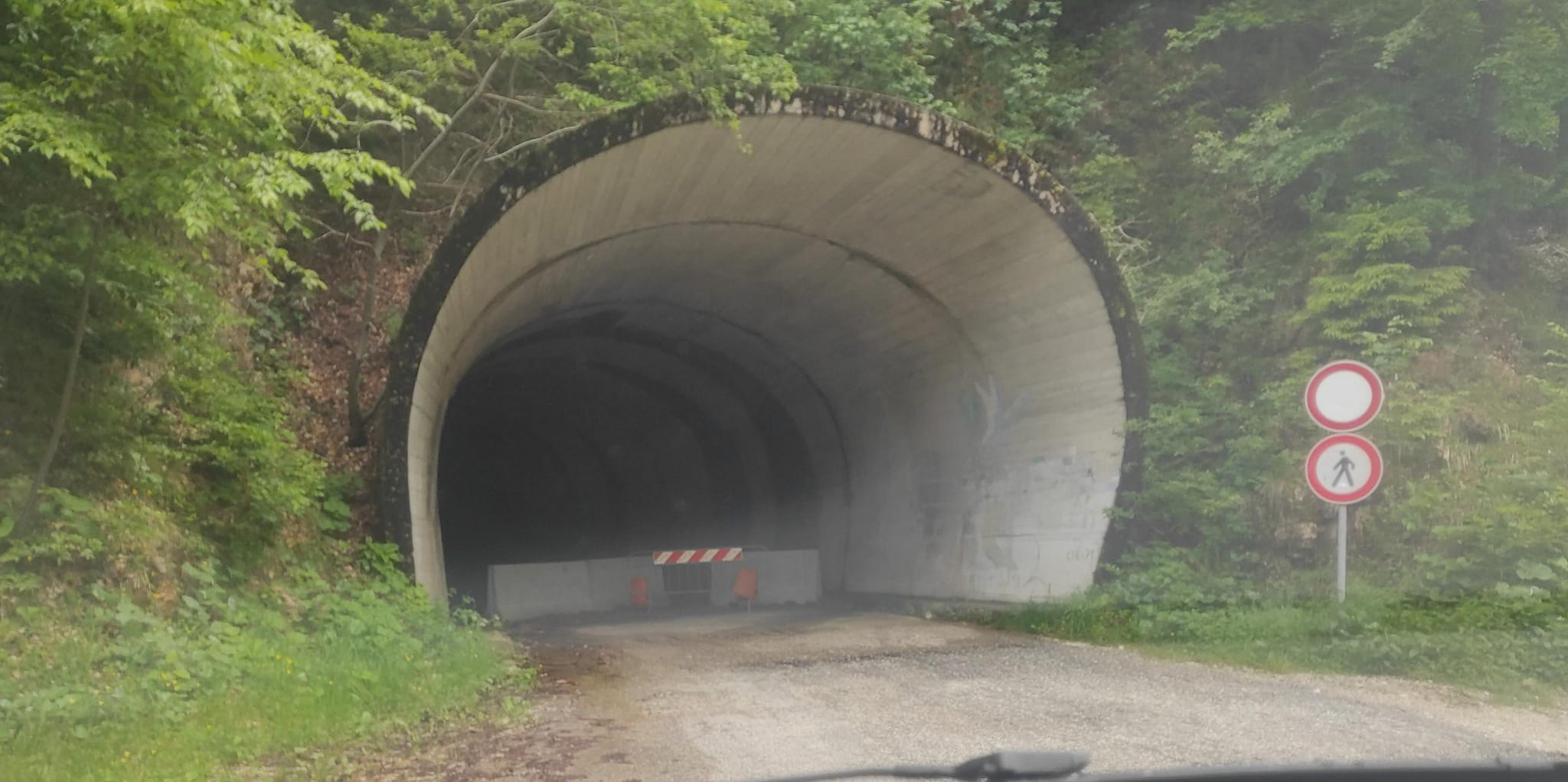
SP 89 alla fine della strada, località Ometto di Vallarsa, TN

## Strada delle Siebe

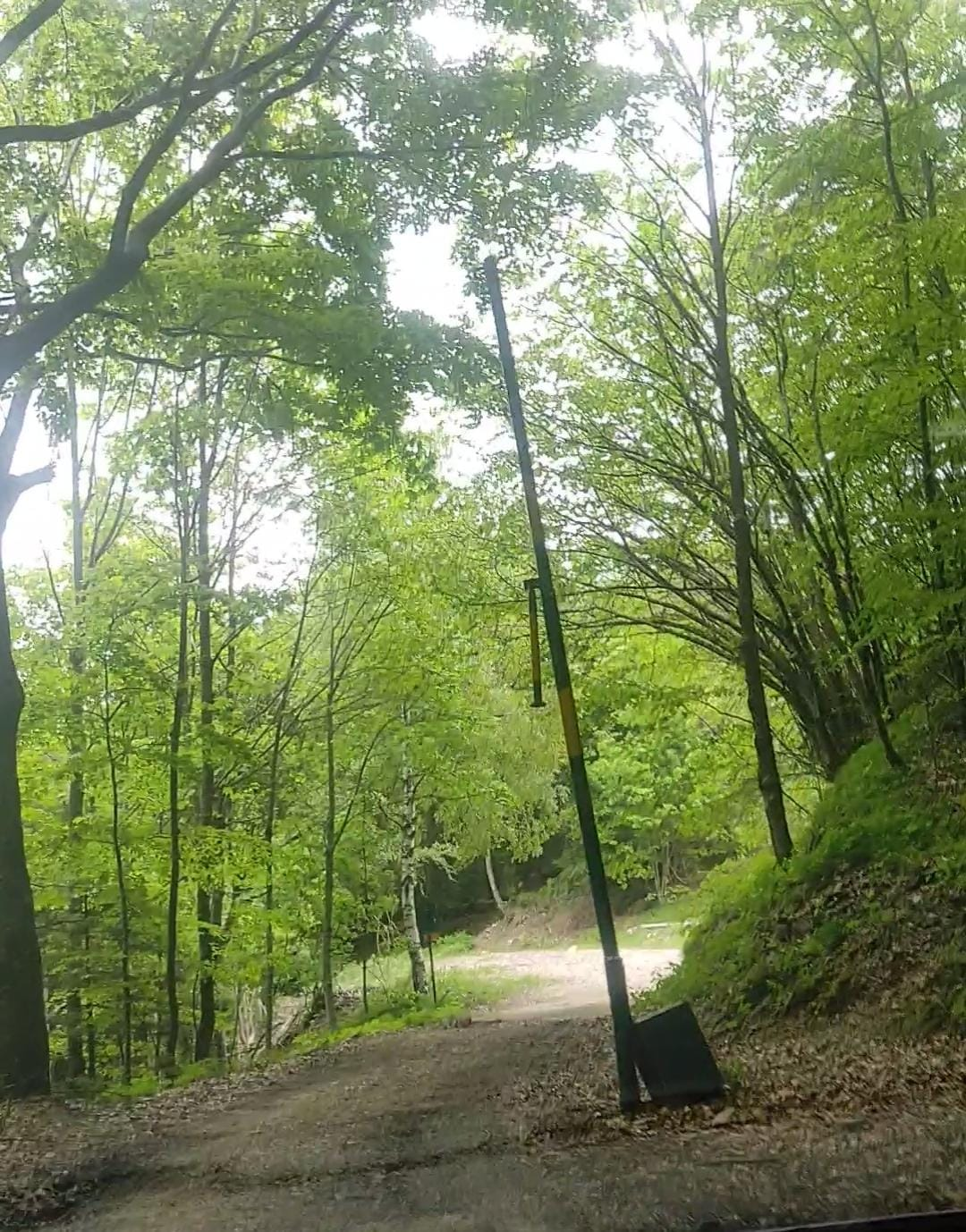
Strada delle Siebe (Vallarsa, TN) nell'ultimo tratto forestale incompleto e sterrato, con una stanga presente

Nel 1966 i comuni di Vallarsa, Recoaro Terme, Valdagno e Rovereto iniziarono a discutere sulla possibilità di costruire un asse viario che collegasse Rovereto con la Valle dell'Agno attraverso il passo di Campogrosso.
Si trattava di riqualificare strade già esistenti nella Valle dell'Agno e in comune di Vallarsa nel versante sinistro del Leno e di costruire un tratto di circa 8 km tra passo di Campogrosso e Ometto.
Nel 1968, iniziarono i lavori di costruzione del tratto compreso tra passo di Campogrosso e Malga Siebe (nel versante di Campogrosso), soprannominato successivamente Strada delle Siebe.
Tra il 1969 e il 1970 seguì subito un tratto di strada tra Ometto e località Fontanei, tratto peraltro molto impegnativo comprendente un viadotto ed una galleria.
Vennero così realizzati 6 km sugli 8 km totali mancanti e tra il 1970 e il 1972 venne approvato il progetto per la costruzione dell'ultimo tratto mancante, ma a partire dal 1974, nonostante il denaro speso per la realizzazione delle opere, il progetto fu accantonato. Tra il 1985 e il 1990 è stato abbandonato definitivamente.

## Variante Sette Fontane
La Strada delle Sette Fontane è una variante della strada incompiuta della SP 89 Sinistra Leno che collega Rovereto con il passo di Campogrosso attraverso il Pian delle Fugazze. Corre in mezzo ai boschi, in un tratto a protezione ambientale.
Ha origine sulla strada statale 46 del Pasubio nei pressi di Pian delle Fugazze. Si inoltra nel bosco e nei pressi del passo di Campogrosso si congiunge sulla Strada delle Siebe, ovvero il pezzo incompleto della SP 89 Sinistra Leno. Proseguendo è possibile raggiungere la Valle dell'Agno, attraverso la SP 99 Campogrosso.
La strada è gestita dal comune di Vallarsa. Per proteggere l'ambiente circostante anche in considerazione del fatto che la strada in questione passa in prossimità delle prese dell'acquedotto che serve il comune (da qui il nome Sette Fontane), il sindaco firmò un'ordinanza che istituiva a tempo indeterminato il divieto di transito in entrambi i sensi di marcia. Il comune di Recoaro Terme ha deciso di passare alle vie legali depositando al TAR di Trento un ricorso con richiesta di sospensiva immediata del provvedimento che è stata respinta. Si attendono ulteriori decisioni in merito.